# Tore Morgan
Tore Morgan, pseudonym för köpmannen Nils Tore Morgan Nilsson (1904–1957), var en svensk ungdomsboksförfattare och översättare. Han publicerade 17 böcker mellan åren 1932 och 1948. Böckerna var i huvudsak ungdomsskildringar från skolliv och idrott, men han publicerade också en kvartett historiska skildringar om Sturarna och tiden innan Gustav Vasa tog makten i Sverige.
Tore Morgan var aktiv inom Sveriges Ungdomsförfattarförening.